# Sequoia (higo)
 'Sequoia' es un cultivar moderno de higuera de tipo higo común Ficus carica bífera, de higos de piel color verde claro a amarillo. En América del Norte son capaces de ser cultivadas en USDA Hardiness Zones 8B a más cálida.

## Sinonimia
- Sin sinónimos,[4][5]

## Historia
En la UC Davis (Fresno), James Doyle mantuvo el germoplasma y las cruces hechos por los obtentores Ira J. Condit y Storey en la década de 1960 en la UC Riverside, hasta que el programa de mejoramiento de higos se revivió en 1989. Desde entonces, Doyle y Louise Ferguson hicieron cruces y produjeron la variedad cultivares de higo común 'Sierra' de patente libre y 'Sequoia' patentados.
'Sierra' es apta para la producción de higos secos y ambos son buenos higos frescos. Tienen piel de color amarillo verdoso y pulpa de color ámbar rojizo. Este color de piel es competitivo con 'Calimyrna' y 'Kadota' de color amarillo verdoso, y complementa los higos de California 'Brown Turkey' y 'Mission' de color negro violeta. 'Sierra' y 'Sequoia' producen una segunda cosecha grande con fruta de tamaño grande a mediano y mantienen el tamaño de la fruta hasta bien entrado el otoño, en contraste con el tamaño de fruta pequeño de fines de temporada de los higos 'Mission' y 'Kadota' y la ausencia de fruta en 'Calimyrna'.
El ostiolo de los higos de la 'Sierra' y 'Sequoia' es muy ajustado, lo que reduce la posible infestación de insectos y las enfermedades fúngicas que se transmiten por los insectos. El sabor y la calidad de la fruta de ambos son tan buenos o mejores que las cuatro variedades previamente establecidas aquí, a excepción de Calimyrna. El aumento de las plantaciones y las ventas en el mercado de estas nuevas variedades demuestra que estos dos higos desempeñarán un papel importante en la industria del higo fresco, que continúa creciendo en California.
Higos de buen sabor. Buenos para su cultivo en la costa oeste. Ideal para climas cálidos.

## Características
Las higueras 'Sequoia' se pueden cultivar en USDA Hardiness Zones 8B a más cálida, siendo la zona óptima de cultivo comprendida entre USDA Hardiness Zones de 8B a 10.
La planta es un árbol mediano bífera, y muy productivo tanto de brevas, que maduran a fines de junio, como la cosecha principal de higos que comienza a madurar a fines de agosto.
Hoja generalmente pequeña; subcordato en la base; con 5 a 7 lóbulos. Las plantas son vigorosas, pero no particularmente resistentes.
El fruto de este cultivar es de tamaño mediano a pequeño y rico en aromas. Higo con piel de color amarillo verdoso y pulpa de color ámbar. Piriforme con un cuello largo y esbelto. Ostiolo pequeño y cerrado.
Esta variedad es autofértil y no necesita otras higueras para ser polinizada. El higo tiene un ostiolo pequeño que evita el deterioro durante condiciones climáticas adversas.
Cultivo principal solamente bien adaptado en el oeste de Estados Unidos, en California y la costa oeste.

## Cultivo
Se cultiva sobre todo en el San Joaquin Valley de California. 'Sequoia' son higueras productoras de higos que dan lugar a excelente higos para todo uso, tanto para mermeladas, higos secos y consumo en fresco.
Comparado con la variedad 'Sierra' que hace un árbol grande, mientras que 'Sequoia' es sustancialmente más pequeño y sería más fácil de manejar en el invernadero. Son productivos y de buen sabor, con un buen ostiolo apretado que ayuda a evitar que varios insectos entren al interior de la fruta de higo. 'Sierra' tiene carne de color ámbar claro / rosa dentro, mientras que 'Sequoia' es de color rojo / fresa que es más atractivo fresco. 'Sierra' es un producto seco excepcional, pero tiene un color interior menos atractivo. La piel de ambas variedades es bastante duradera. 'Sequoia' tiene una patente pendiente.

## Variedades de higueras en California para higo fresco
La industria del higo de California está produciendo en aproximadamente 16,000 acres de terrenos cultivados. Según la « "2002 Statistical Review" » ("Revisión Estadística 2002") publicada por el « “California Fig Advisory Board and California Fig Institute at Fresno” » enumera siete cultivares utilizados principalmente (aunque en algunos casos no exclusivamente) para higos enteros secos y pasta de higos. Estos siete cultivares son 'Calimyrna' (6,559 acres), una agrupación de cuatro cultivares identificados como "Adriatics" pero que incluyen 'Conadria', 'Adriatic', 'Di Redo' y 'Tena' (3,364 acres en combinación), 'White Kadota' (1105 acres) y 'Black Mission' (3702 acres). Dos cultivares adicionales se usan principalmente en California para el mercado de productos frescos: California 'Brown Turkey' (aproximadamente 2000 acres) y un nuevo lanzamiento UC 2005, el higo 'Sierra' (cerca de 200 acres).
Los nueve cultivares mencionados anteriormente difieren sustancialmente unos de otros en aspectos de uso, tipo de horticultura y características de la fruta. El higo 'Sequoia' se lanza para su uso en el mercado de productos frescos. Aunque es de buena calidad cuando se seca, desarrolla una piel oscura y un color oscuro de la pulpa que limita su aceptabilidad como un producto seco. De los nueve cultivares anteriores, solo cinco se venden frescos. Estos son los CA 'Brown Turkey', 'Sierra', 'Calimyrna', 'Black Mission' y 'White Kadota'. Los cuatro higos clase "Adriático" se usan solo como higos secos o pasta de higos. Todos son de un tamaño demasiado pequeño para el mercado de productos frescos.
Entre las variedades cultivadas se encuentran el higo 'Calimyrna' es del tipo Smyrna, este es un higo de piel verde amarillenta a amarilla con pulpa de color ámbar. Este cultivar requiere caprificación para conseguir la cosecha. La primera cosecha (Breva) cae sin llegar a la madurez porque los cabrahigos que contienen polen y la avispa vector no están disponibles en el momento en que los primeros siconos las brevas de Calimyrna requieren de polinización. La segunda cosecha es abundante pero de duración limitada (desde finales de agosto hasta fines de septiembre en el condado de Fresno). El conjunto de frutos coincide con el vuelo a mitad del verano (o prohigos) de la avispa de los higos. Cuando el vuelo está completo, no hay más frutas para esa temporada. Temprano en la madurez de la segunda cosecha, el tamaño de la fruta es grande, aunque el tamaño puede disminuir a finales de septiembre.
El tamaño del ostiolo del higo 'Calimyrna' es el más grande de todos los cultivares comerciales y puede variar de 2.2 a 3.5 mm, lo que permite cantidades sustanciales de infestación interna de insectos y así mismo deterioro por la humedad de la lluvia. El cultivar también es propenso a un gran número de estallidos durante períodos de alta humedad, clima frío o lluvia. La calidad de la fruta, cuando la fruta se cultiva bien, establece el estándar de excelencia.
La segunda variedad cultivada en California es 'Brown Turkey', es un higo de color violeta con áreas de amarillo a amarillo verdoso, especialmente sobre el cuello de la fruta y cerca del tallo de la fruta. El color de la pulpa es rojo fresa. Este cultivar es del tipo higo común, partenocárpico (autofértil) no necesita caprificación. Del CA 'Brown Turkey' se obtiene una pequeña cosecha de higos de gran tamaño de primera cosecha (Breva).
Sin embargo, en California, el árbol se poda severamente en el invierno para mantenerlo en un tamaño pequeño y de este modo facilitar la recolección manual de la segunda cosecha desde el suelo. Esta poda esencialmente elimina la primera cosecha (brevas). La segunda cosecha es abundante y la fruta es grande y conserva su gran tamaño hasta bien entrada la temporada de cosecha. Dado que el CA 'Brown Turkey' es un higo común, una vez que la producción de fruta comienza a fines de agosto, la fruta continuará desarrollándose y madurando hasta el otoño. La producción cesa solo cuando el huerto se seca y el árbol deja de producir crecimiento de extensión, o cuando un evento meteorológico (lluvia, escarcha, etc.) daña la fruta o la deja inactiva. El ostiolo de la fruta es relativamente grande y en algunos lugares la fruta puede estar sujeta a infestación de insectos y agriado. La calidad de la fruta es buena cuando se cosecha con suficiente madurez.
La tercera variedad cultivada en California es el higo 'Black Mission', este es un higo de color violeta-negro con la coloración que generalmente cubre toda la superficie de la fruta. El color de la pulpa es rojo fresa. Este cultivar es del tipo higo común que no necesita caprificarse. Este cultivar por lo general produce una buena cosecha de frutas brevas que son de gran tamaño y de muy buena calidad. Estas brevas 'Black Mission' a menudo se cosechan de huertos que se han establecido para producir fruta para el secado. Tales árboles son a menudo muy grandes y la recolección puede ser difícil y costosa. La segunda cosecha de 'Black Mission' es abundante y también de muy buena calidad. El tamaño de la fruta de la segunda cosecha es lo suficientemente grande como para empacar en fresco durante una semana o dos, pero luego el tamaño disminuye rápidamente, eliminando su uso para el mercado de productos frescos. El ostiolo de la fruta de breva y la segunda cosecha de higo es bastante pequeño y el deterioro de la fruta no suele ser un problema. La calidad de la fruta de ambos cultivos es muy buena.
Otras variedades cultivadas son 'Sierra', 'White Kadota' y 'Sequoia'. Las variedades 'Calimyrna', 'Black Mission' y 'Sierra' son higos de doble uso, los tres se secan bien, y algunos productores a menudo dirigen parte del cultivo al mercado de productos frescos. El 'White Kadota' es un cultivar de uso múltiple que se puede secar, enlatar y recoger para el mercado de productos frescos con éxito. La calidad de la fruta de ambos cultivos es muy buena. El higo CA 'Brown Turkey' se cultiva casi exclusivamente para el mercado de productos frescos ya que no se seca bien.